# Няганська ТЕС
Няганська ТЕС — теплова електростанція в Тюменській області Росії. 
Станція має три однотипні парогазові блоки, у кожному з яких газова турбіна від Siemens типу SGT5-4000F живить через котел-утилізатор парову турбіну Siemens типу SST5-3000. Блоки, що стали до ладу в 2013 (два) та 2014 роках, мають номінальну потужність 421 МВт, 424 МВт та 425 МВт. Паливна ефективність блоків становить 57%. 
Газова турбіна, парова турбіна та генератор важили відповідно 305, 189 та 342 тони. Їх доставка на майданчик станції була здійснена водним транспортом через Північний льодовитий океан та річку Об.
Як паливо ТЕС використовує природний газ. Можливо відзначити, що неподалік працює Няганський газопереробний завод, який також сполучений з газопроводом Уренгой – Центр.
Видача продукції відбувається по ЛЕП, що працюють під напругою 500 кВ та 220 кВ.